# مع مرور الوقت (أغنية)
مع مرور الوقت (بالإنجليزية: As Time Goes By)‏ هي أغنية جاز معروفة، كتب نصها ولحنها الملحن الأمريكي هرمان هوبفيلد عام 1931.
أصبحت هذه الأغنية مشهورة عام 1942 مع فيلم كازبلانكا التي غنتها دولي ويلسون.